# Cirrhilabrus finifenmaa
Cirrhilabrus finifenmaa — вид морських риб родини губаневих (Labridae). Описаний у 2022 році.

## Назва
З мальдівської мови назва finifenmaa перекладається як «рожевий». Вона вказує на рожеве забарвлення риби. Крім того, троянда є національною квіткою Мальдівських островів.

## Поширення
Вид мешкає серед коралових рифів біля узбережжя Шрі-Ланки та Мальдів. Трапляється на глибинах 40–70 м.

## Опис
Дрібна рибка, завдовжки до 7,6 см. У самців передня частина яскраво-пурпурового забарвлення, задня — від персикового до помаранчево-рожевого; бічна лінія з 22–26 пористими лусками (16–18 у спинно-передньому ряду, 6–8 у задньому ряду); десята-одинадцята колючка спинного плавця найдовша (14,0–15,5 % SL); луска на кришці, грудях, перешийку та передній третині тіла з темно-фіолетово-червоною центральною ділянкою, позначки з'єднуються, утворюючи штриховий вигляд (фіолетовий у спирті); спинний, хвостовий, анальний і черевний промені пурпурові в спирті.